# Mitjó

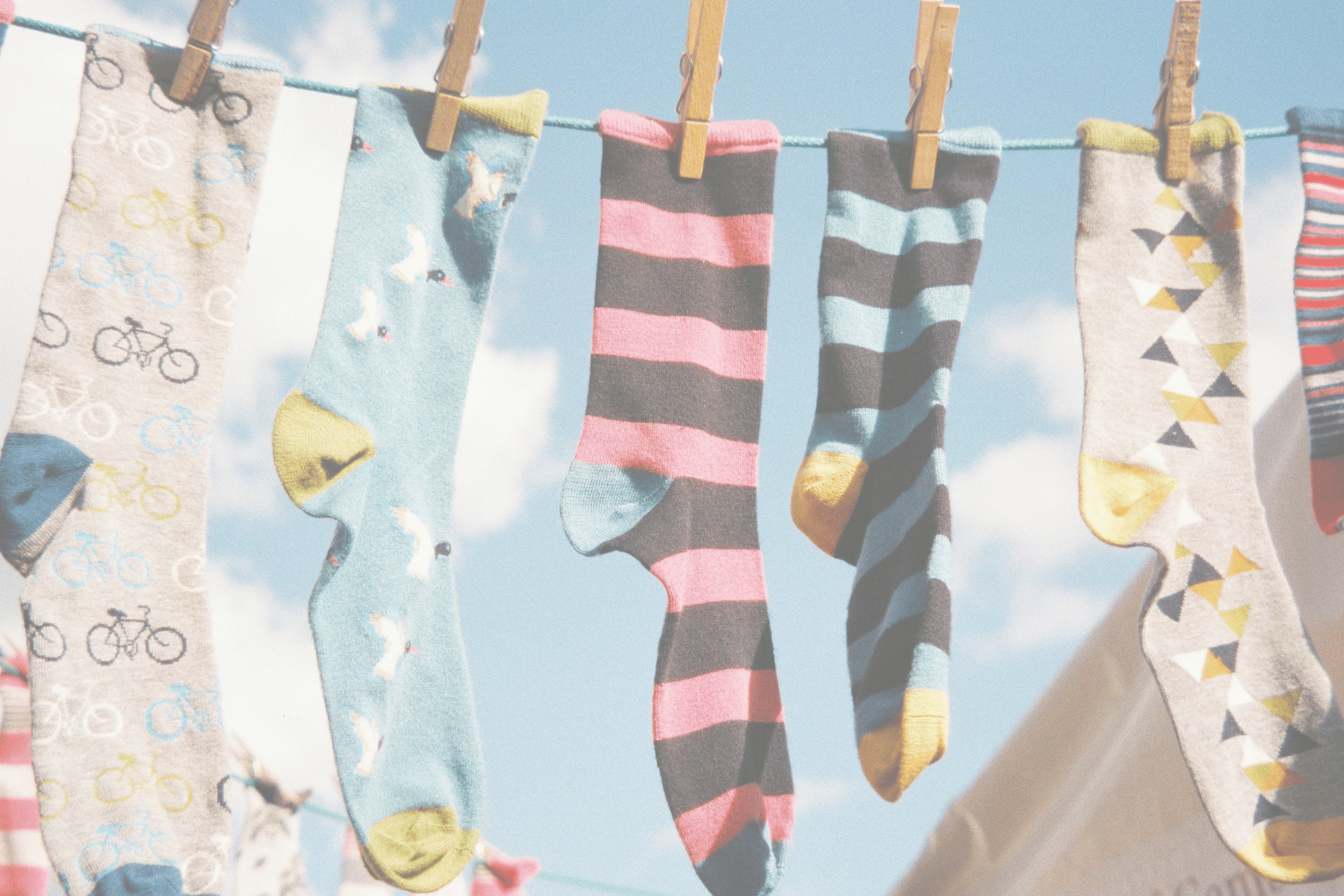
Mitjons

Un mitjó és una peça de roba de punt de cotó, llana o fibra que cobreix, ajustant-s’hi, el peu i la part baixa de la cama. A la Catalunya del Nord es parla de mitja o mitges i, també, calcetí o calcetins al País Valencià i a Mallorca,
Les funcions principals dels mitjons és conservar la calor i preservar el cos del fred exterior, és una bona manera d'evitar l'aparició de fongs i que no facin tanta pudor, ja que la foscor, la calor i la humitat poden afavorir l'aparició dels fongs, com el conegut peu d'atleta que afecta els dits i la planta. Amb tot, portar-ne en excés també pot afavorir la proliferació d'afectacions micòtiques i des del Col·legi de Podòlegs de Catalunya aconsellen que el peu respiri sovint i no estigui les 24 hores tapat. Una altra funció dels mitjons és absorbir la transpiració. Com que el peu es troba entre els productors de suor més grans del cos, pot produir més de 0,12 l de transpiració per dia.

## Història

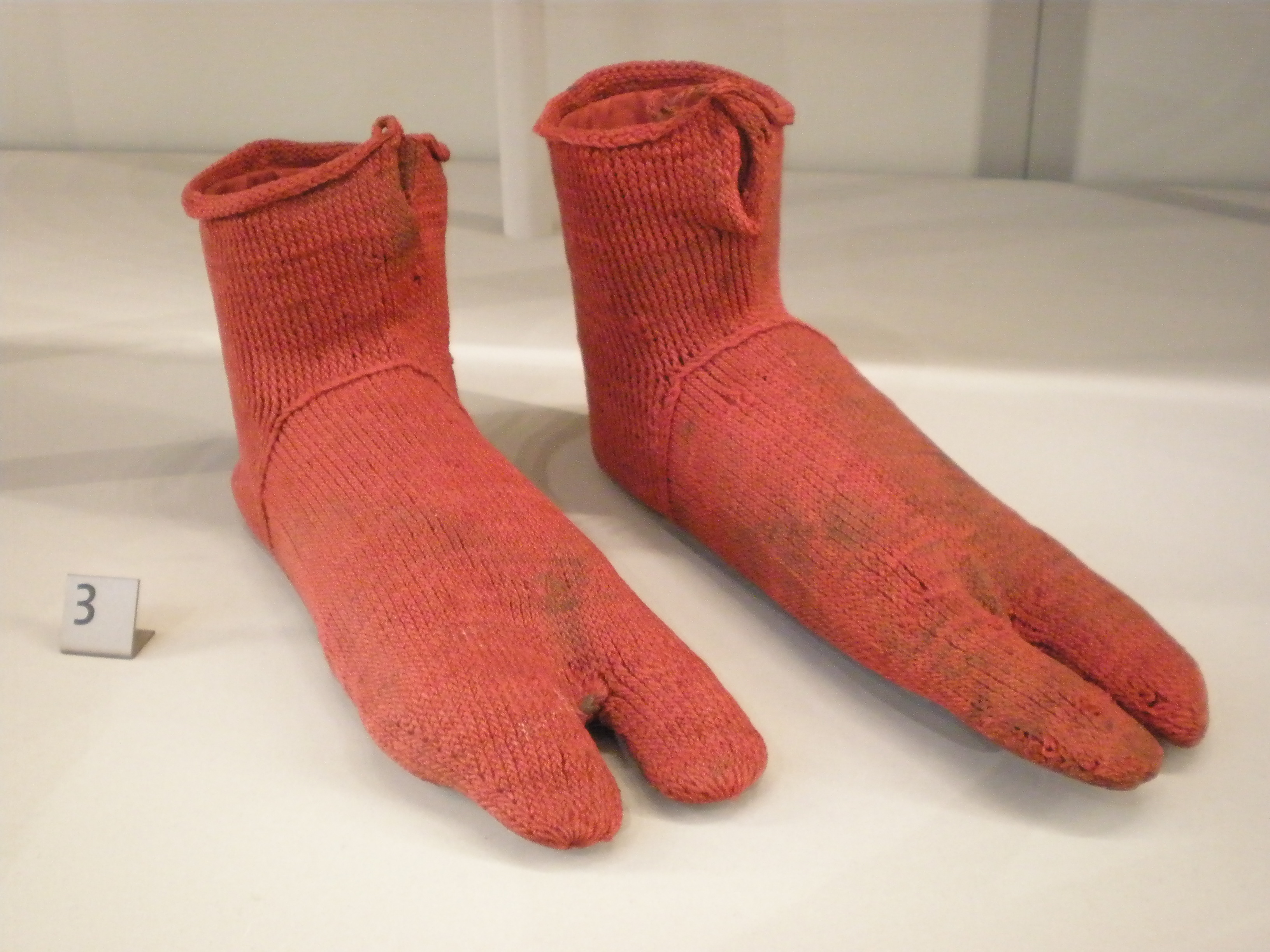
Els primers mitjons coneguts va ser creat utilitzant la tècnica Nålebinding; és una tècnica de creació de teixit anterior el ganxet i la mitja. La tècnica és diferent al ganxet ja que consisteix en passar tota la longitud de fil amb el que es treballa a través de cada cercle, al contrari del ganxet que està format únicament per bucles. Aquests mitjons daten de 300-500 i van trobar-los en una excavació a Oxirinc al Nil, Egipte. Els dits dividits van ser dissenyats per ser utilitzats amb sandàlies. Són exposats al museu d'arts decoratives de Victoria and Albert Museum, a Londres.

Els mitjons han evolucionat al llarg de la història. Els primers models eren fets amb pells d'animals recollits i lligats al voltant dels turmells. Com la fabricació de mitjons era artesanal, durant molt de temps només els rics en van utilitzar. Els pobres hi portaven draps senzills que embolcallaven els peus.
Segons el poeta grec Hesíode, al segle VIII aC., els grecs portaven mitjons anomenats "piloi" fets de cabells d'animals.
Els romans també embolicaven els peus amb tires de cuir, lli, llana o, fins i tot, tendons i tripa seca, que s’enrotllaven al peu i arribaven fins a mitja cama. Aquesta mena de mitjons era una de les fortaleses de l'exèrcit romà, ja que protegia els peus del fred i el fregament. Cap al segle ii, els romans van començar a cosir teles amb mitjons ajustats. Al segle V dC., els mitjons tipus bena (o banda) van ser utilitzats pels sants catòlics per simbolitzar la puresa. Són una llarga tira de roba --anàloga a la bena sanitària-- emprada específicament per a embolicar la part inferior de la cama, de poc més avall del genoll fins als turmells.
Durant l'edat mitjana, la longitud dels pantalons es va expandir i el mitjó es va convertir en un teixit atapeït i de colors brillants que cobria la cama inferior. Com llavors els mitjons no tenien una banda elàstica, van col·locar lligacames a la part superior de les mitges per evitar que caiguessin. Quan els pantalons es van fer més curts, les mitges van començar a ser més llargues (i més cares). Cap a l'any 1000 dC, es van convertir en un símbol de riquesa entre la noblesa.
El 1589, la invenció d'una màquina de punt va permetre teixir mitjons sis vegades més ràpid que de forma artesana. No obstant això, les màquines de punt i els teixidors manuals van conviure fins al 1800.
Durant la Primera Guerra Mundial s'estengué l'afecció del “peu de trinxera" on els peus, sotmesos a baixes temperatures i a humitat constants, s’estovaven i els apareixien ferides que, quan s’infectaven i no es tractaven, podien comportar l’amputació de la cama. La manera de combatre el mal és tenir a mà mitjons nets i secs. La idea dels peus embenats dels soldats segueix vigent, com en el cas dels portiank de les tropes russes, que els ajuden a suportar la duresa de les botes militars.
La següent revolució en la producció de mitjons va ser la introducció del niló l'any 1938. Fins llavors els mitjons eren fets amb seda, cotó i llana. El niló va marcar l'inici de la barreja de dos o més fils en la producció de mitjons. El niló és una fibra tèxtil elàstica i resistent, no és atacada per les arnes i no requereix planxat.
Els mitjons actuals poden ser d'una àmplia varietat de materials, com el cotó, la llana, el niló, l'acrílic, el polièster, els alquens (com el polipropilè). Per aconseguir un nivell més alt de suavitat hi ha altres materials com la seda, el bambú, el lli, llana caixmir o moher (llana).

## Aspectes culturals

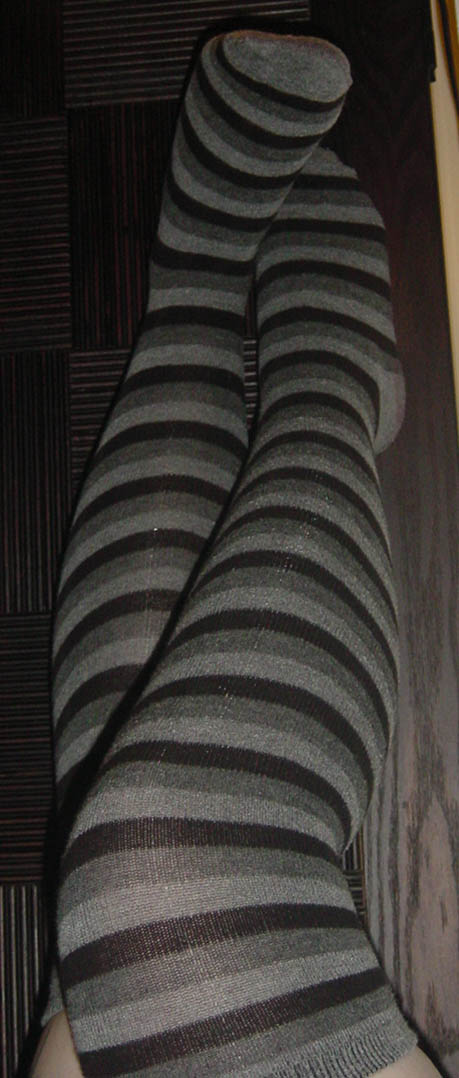
Uns mitjons llargs de dona.

Tradicionalment eren d'ús masculí i constituïen la contrapartida de les mitges, els mitjons llargs fins a més amunt del genoll, tot i que les nenes duien mitjons fins a la pubertat (remarcada, aquesta, per l'obsequi d'un primer parell de mitges). Al llarg de la segona meitat del segle xx l'han adoptat també les dones, com a alternativa a les mitges o als pantis en contextos determinats, sobretot quan es duen pantalons (que també poden dur amb mitges baixes).
Si bé des d'antic hi ha hagut equivalents funcionals dels mitjons, com ara tires de roba embolicades, els mitjons pròpiament dits sorgiren com a substituts de les mitges masculines, a cavall dels segles xviii i xix, tot coincidint amb la substitució del calçó per part del pantaló: en no haver-se de mostrar, ja no calia que aquesta peça de roba interior fos tan delicada.
Fins a mitjan segle xx els mitjons se sostenien amb una mena de lligues baixes; aquestes desaparegueren en sorgir els materials elàstics, mercès als quals els mitjons se sostenen tots sols.
En alguns països és costum treure's les sabates a casa, i llavors s'hi circula en mitjons o en sabatilles.
En altres països celebren el costum del mitjó de Nadal, el mitjó es penja el dia de Sant Nicolau o la vigília de Nadal perquè Sant Nicolau (o les figures relacionades del Pare Noel) pugui omplir-lo de joguines petites, caramels, fruites, monedes o altres petits regals quan arribi.